# Список серий телесериала «Няня»
Список эпизодов телесериала «Няня».

## Первый сезон (1993—1994)
| Серия | Название |
| ----- | --- |
| 01    | Пилот Жених Фрэн Файн признается ей в измене и увольняет с работы. Героиня начинает продавать косметику и случайно попадает к Шеффилдам. |
| 02    | Курение порождает ложь Брайтон хочет стать популярным в школе. Фрэн рассказывает ему историю о крутом курильщике. |
| 03    | Моя прекрасная няня Намечается вечеринка у Шеффилдов. Найлз и Максвелл «переделывают» няню в культурную даму. |
| 04    | «Нухшлеп» Максвелл не разрешает Мэгги идти в кино с другом. Фрэн предлагает идти вместе с ними и быть тихой наблюдательницей. Но она портит весь поход в кино своими шутками и болтовнёй. |
| 05    | Свадебный переполох Сиси берёт детей на прогулку в зоопарк. Грейси сбегает к Фрэн. Сиси говорит Грейси, что Фрэн — только няня, которая получает жалование за времяпрепровождение с детьми и нисколько не любит детей.                                                                                                |
| 06    | Дворецкий, муж, жена и её мамочка Миссис Файн пригласила родственников в дом Шэффилдов, сказав, что Фрэн и Максвелл поженились и теперь Фрэн — хозяйка дома. К Найлзу приходят из сообщества дворецких, а перед этим они с Фрэн считались мужем с женой (Максвелл и Фрэн) для родственников Файнов.                   |
| 07    | Невидимая подружка Фрэн съела невидимую подругу Грейси. |
| 08    | Рождественский эпизод Фрэн покупает всем членам семьи подарки. У неё не осталось больше денег на выдачу долгов, поэтому она сдаёт подарок Максвелла в ломбард. |
| 09    | Личный бизнес Чтобы гарантировать успех своей новой пьесы, Максвелл и Си. Си. хотят пригласить известного актёра мыльных опер на главную роль, но тот ставит условие: он согласится играть у продюсеров, если они разрешат ему пойти на свидание с очаровательной няней. Максвелл должен сделать выбор.               |
| 10    | Няня-свекровь Дом Шеффилдов готовится к визиту Клары Мюллер — бывшей няни Максвелла. Но гостья переворачивает все верх дном, норовя взяться за воспитание детей и самой няни Фрэн, которая боится, что её работа под угрозой.                                                                                         |
| 11    | Могила для няни К «тридцатилетию» Фрэн её мама Сильвия дарит ей весьма необычный подарок — хорошее место на кладбище. Таким образом няня знакомится с владельцем похоронного бюро Стивом, который приглашает её на свидание.                                                                                          |
| 12    | Шоу должно продолжаться Школа, в которой учится Грейси, готовится к очередному ежегодному представлению, и Фрэн с радостью соглашается стать режиссёром, но Максвелл спешит вмешаться со своими идеями. |
| 13    | Мэгги модель Бывшая топ-модель, вскружившая когда-то Максвеллу голову, хочет сделать из Мэгги модель, к большой радости девочки. Однако Фрэн относится к идее скептически. |
| 14    | Семейный водопровод В доме Шеффилдов нет воды. Фрэн уговаривает Максвелла позвать её дядю-водопроводчика Ирвина, который приходит со своей внучкой. Тем временем Мэгги очень хочет пойти на вечеринку, но папа её не пускает. Задача Фрэн — помочь своей подопечной и следить за своими неординарными родственниками. |
| 15    | «Глубокое горло» Все дети заболевают гриппом и Фрэн приводит Грейси к врачу. Но тот говорит, что девочка скоро поправится, а вот няне нужно срочно удалить миндалины. |
| 16    | Потащили в отпуск Когда снег и холод надоедают чете Шеффилдов, они решают отдохнуть на Карибах. Но по дороге в аэропорт их застает врасплох снежный шторм и они вынуждены остаться дома у родителей Фрэн. Пока семья наслаждается «отпуском», Фрэн узнает кое-что новое о своей маме.                                 |
| 17    | Остановите свадьбу, я хочу сойти! Младшая сестра Максвелла Джоселин собирается справить свадьбу со знатным графом прямо дома у брата. Но любит ли она своего жениха? |
| 18    | В парке с Фрэн в воскресный день Скоро премьера новой пьесы Максвелла и СиСи и чтобы угодить плохо настроенному критику, они заставляют Фрэн и Грейси взять с собой на прогулку его сына. Но яблоко от яблони далеко не падает…                                                                                       |
| 19    | Физрук И Фрэн и Максвелл вынуждены встретиться со страхами своей молодости — Фрэн в лице злой физкультурницы, теперь преподающей у Мэгги, а Максвелл с капризным актёром, у которого он однажды работал ассистентом.                                                                                                  |
| 20    | Ода Барбаре Джоун Фрэн большая поклонница Барбры Стрейзанд, и теперь у неё есть шанс увидеть своего кумира, когда выясняется, что отец СиСи организатор её нового концерта. |
| 21    | Выбор Фрэнни Бывший жених Фрэн Денни вновь делает ей предложение, на которое она соглашается, но вот как быть с Шеффилдами, которых она успела полюбить? |
| 22    | Я не помню маму С приближением Маминого Дня Максвелл хочет отвлечь детей от этого праздника, но у Фрэн другие планы — она решает участвовать с Грейси в конкурсе красоты «дочки-матери». |

## Второй сезон (1994—1995)
| Серия | Название |
| ----- | --- |
| 01    | Фрэн-лайт Мэксвелл встречает женщину, которая очень напоминает Фрэн. Но видит это только Найлз. |
| 02    | Драматург Фрэн соглашается пойти на свидание с бывшим одноклассником, которого когда-то дразнила. Во время свидания он делает Фрэн предложение. Её отказ приводит к непредсказуемым последствиям. В конце все актёры танцуют диско под I will survive. |
| 03    | Всем нужна бабуля Когда дом престарелых временно закрывают, баба Йетта переезжает в дом Шеффилдов, где она быстро находит общий язык с детьми. Но когда она начинает давать советы о любви и сексе, Максвелл выходит из себя. |
| 04    | Материальная Фрэн Через старую подругу Фрэн знакомится с одним очень богатым джентльменом. Все бы ничего, если бы этот джентльмен не годился ей в дедушки. |
| 05    | Проклятие бабушек Фрэн приводит свою группу гёрл-скаутов в дом престарелых, где живёт баба Йетта, чтобы девочки «удочерили» себе по бабушке. Но когда бабушки Грейси одна за другой уходят из жизни, она считает, что все это её вина. В то же время Фрэн обижается на Максвелла за то, что он забыл её поздравить — ведь прошёл ровно год, как Фрэн начала работать няней у Шеффилдов. |
| 06    | Няня-детокрадка При очень странных обстоятельствах на руках у Фрэн оказывается грудной ребёнок, «брошенный» своей матерью — славянской иммигранткой, которая не говорит по-английски. Узнав из новостей, что Фрэн разыскивают как похитительницу, они с Максвеллом спешат в первый полицейский участок, чтобы разъяснить ситуацию.                                                      |
| 07    | Звезда ещё не родилась Режиссёр-халтурщик собирается поставить «обновленную» версию «Ромео и Джульетты», и на главную роль назначает Фрэн, к большому удивлению домочадцев и других актёров. |
| 08    | Рискованный бизнес Чтобы потенциальный инвестор не узнал, что это СиСи побила его на улице, Фрэн берет на себя её роль. |
| 09    | Какие акции купить? Фрэн знакомится с биржевым маклером, с которым Максвелл хочет делать бизнес. Но к своему ужасу Фрэн узнает, что успешный маклер торгует сосисками на улице. |
| 10    | Винный погреб Во время вечеринки в честь Миссис Файн, Мисс Файн и Мисс Бэбкок оказываются запертыми в винном погребе. |
| 11    | Не плюй на звезду На Фрэн лежит огромная ответственность — быть нянькой малолетнему актёру, страдающему звездной болезнью. |
| 12    | Забери свою норку Фрэн по наследству достается шикарная норковая шуба как раз тогда, когда Мэгги и её друзья ведут борьбу по защите животных. |
| 13    | Забастовка После премьеры новой пьесы Максвелла, все едут на вечеринку в дорогом ресторане где, как оказывается, бастует персонал. Ни у кого нет проблем переступить за кордон бастующих, кроме Фрэн. |
| 14    | У меня есть секрет Максвелл приводит домой таинственного гостя с забинтованным лицом, и Фрэн не может побороть своё любопытство. |
| 15    | Эти летние дни Фрэн и Вэл собираются на встречу друзей их старого летнего лагеря, но вот проблема — у Фрэн нет кавалера на вечер. Тогда дети решают проблему по своему — они приглашают телезвезду 70-х Эрика Эстраду. |
| 16    | Канаста Маста Максвелл переживает, что Брайтон целыми днями сидит у телевизора, и ничем больше не интересуется. Но по инициативе Фрэн, мальчишка, начинает играть в канасту в команде бабы Йетты. Но Максвелл опять недоволен. |
| 17    | Завещание Фрэн начинает беспокоиться за здоровье Максвелла, когда тот завещает ей своих детей, идет на осмотр к врачу и требует, чтобы Найлс приготовил диетический обед. |
| 18    | Когда няня поддерживает мужчину Максвелл намеревается свести известного друматурга, чью пьесу хочет поставить, с Синди Кроуфорд, но у Фрэн есть идея получше — познакомить писателя с бабой Йеттой. |
| 19    | Замечательная дружба Фрэн знакомится и дружится с симпатичным гувернером, заранее решив, что он гей. А Грейси и её приятель воображают, что ждут ребёнка. |
| 20    | Лэм Чоп на меню У Шеффилдов останавливается актриса Шерри Льюис со своей куклой — звездой телевидения овечкой Лэмб Чоп. В то же время Фрэн вызывается ухаживать за собачкой СиСи Честером, но она не знала, что Честер жуёт все, что плохо лежит. |
| 21    | Интимное бритье Мэгги устраивается доброволицей в больницу, а СиСи записалась на курс кулинарии. |
| 22    | Что пел дворецкий Услышав, каким сильным голосом владеет Найлс, Максвелл и СиСи пробуют его на роль в своем новом мюзикле, а чтобы семья не осталась без повара, Фрэн приглашает свою только что разведённую сестру Надин. |
| 23    | Это всего лишь поцелуй Фрэн выигрывает конкурс поцелуев, организованный известным певцом — тот самый конкурс, который хотела выиграть Мэгги. Естественно девочка обижается на свою няню. |
| 24    | Случайные знакомые Максвелл простудился, а Фрэн переживает, что когда дети вырастут, она потеряет работу, и ей некуда будет идти. |
| 25    | Салон «Сплетница» Фрэн устраивает на работу в её любимом салоне красоты неудачливую молодую актрису. |
| 26    | Фрэн грабят Фрэн и Брайтон становятся жертвами ограбления. Но это не вся беда — в украденной сумке Фрэн лежит оригинал Шекспира, перешедший Максвеллу по наследству. |

## Третий сезон (1994—1995)
| Серия | Название |
| ----- | --- |
| 01    | Друзья по переписке Ленни — друг по переписке Фрэн предлагает ей встретиться после многих лет заочной дружбы. Это приводит Фрэн в ужас, так как в своих письмах она «немного» приукрасила себя, а Максвелл начинает ревновать няню к таинственному Ленни.                                  |
| 02    | Фрэнни и профессор Сиси и её брат профессор Ноель спорят, что Ноель сможет сделать из Фрэн «интеллектуальную» женщину и записать её на игру Jeopardy. Соседом Шеффилдов становится не кто иной как Роджер Клинтон.                                                                         |
| 03    | Брилиант-фальшивка Фрэн знакомится с привлекательным еврейским врачом, с которым Сильвия заставляет её помолвиться. Но когда они выбирают обручальное кольцо, её возлюбленный исчезает, вместе с бриллиантовым перстнем.                                                                   |
| 04    | Семейная разборка а ля Файн На день рождения Мэгги, они с Фрэн хотят устроить вечеринку в крутом ночном клубе тетушки Фриды Файн. Но планам мешает Сильвия, с которой Фрида не разговаривает уже много лет. Перед Фрэн и Мэгги встает дилемма.                                             |
| 05    | Квартира Вэл Поругавшись с Максвеллом, Фрэн переезжает в новую квартиру вместе с Вэл. Теперь, чтобы попасть утром на работу, ей требуется проехать полгорода, а семья совершенно теряется в отсутствие своей няни.                                                                         |
| 06    | Шоп-а-голик Узнав, что её бывший возлюбленный Денни женится на сопернице Хизер Библоу, Фрэн начинает злоупотреблять шоппингом, покупая все, что бросается ей в глаза. |
| 07    | Ой вей, ты гей! Максвелл нанимает пиар-агента — красивую длинноногую блондинку, вызывая тем самым ревность у Фрэн. |
| 08    | Вечеринка закончилась Пока Шеффилды (все кроме Мэгги) уезжают на выходные в Бостон, Фрэн и Вэл устраивают вечеринку, не получив на неё законного разрешения. Впоследствии Фрэн проводит ночь за решеткой, а прибывший на день раньше Максвелл думает, что это Мэгги устроила в доме шабаш. |
| 09    | Две Миссис Шеффилд Мать Максвелла — неприветливая и высокомерная женщина — приезжает погостить и сразу же начинает вести войну против Фрэн. Она настаивает, чтобы Максвелл уволил её, но вместо этого он делает ей предложение.                                                            |
| 10    | Его ребёнок Узнав, что у Денни и Хизер родилась дочь, Фрэн начинает паниковать — ведь годы идут, она не молодеет, а детей у неё ещё нет. И наконец она решается пойти в банк спермы и выбрать там себе «кандидата».                                                                        |
| 11    | Неприятнейшее обрезание Сильвия держит прием в честь обрезания сына её родственницы, и Фрэн уговаривает её нанять Брайтона для съёмки мероприятия. Вот только Брайтон и знать не знает, что такое обрезание, и когда приходит время заснять торжественный момент, он падает в обморок.     |
| 12    | Кибуц Максвелл хочет отправить Мэгги в монастырь во Франции на Рождество, но благодаря Фрэн девочка думает, что едет в Кибуц. Максвеллу эта идея совсем не по душе. |
| 13    | Предложение, от которого она не сможет отказаться Фрэн встречает богатого очаровательного итальянца из Квинс, который делает ей дорогие подарки. Но вскоре она узнает, что её кавалер самый настоящий мафиози.                                                                             |
| 14    | Ой, возрадуемся! В этом мультипликационном эпизоде Фрэн, Брайтон и песик Честер попадают в Страну Рождества, где все сделано из пряников и шоколада, а в мэрии сидит сам Санта-Клаус. |
| 15    | Показ мод На премьере нового шоу Фрэн позирует для глянцевого журнала, но по вине Максвелла попадет в список плохо одетых гостей. Чтобы искупить свою вину, Максвелл нанимает расстроенную Фрэн как художника по костюмам для своего нового шоу.                                           |
| 16    | Где Фрэн? Максвелл обижает Фрэн, незаслуженно обозвав её глупой. В гневе Фрэн уходит из дома, и теперь никто не знает, где она может быть. |
| 17    | Бабули Фрэн устала от рутины и считает, что в доме Шеффилдов никогда ничего не меняется. Но узнав, что её родители собираются разводиться, она рада тому, что Шеффилды живут так однообразно.                                                                                              |
| 18    | Бойфренд Вэл У Вэл появился бойфренд, и Фрэн чувствует себя одинокой. Поругавшись с Максвеллом, Сиси увольняется. |
| 19    | Любовь полна ошибок На День святого Валентина Фрэн идет на свидание с Джеффом — тем самым полицейским, который арестовал её за нелегальную вечеринку. Но незадолго до свидания она получает приглашение от тайного поклонника, которым, по её мнению является Максвелл.                    |

## Четвёртый сезон (1995—1996)
| Серия | Название |
| ----- | --- |
| 01    | Торт с сердцем После возвращения из Парижа, Фрэн узнает от СиСи, что Максвелл нанял её только из за её внешности. Что бы узнать правду, Фрэн пытается познакомиться с парнем вслепую. Между тем, Максвелл думает о том, что сказал Фрэн в самолете.                                                                                  |
| 02    | Колыбель разбойников Максвелл рассказывает Фрэн, что Мегги встречается с 25-летним парнем, и просит её заставить его дочь порвать с ним. Но вместо этого, Фрэн начинает встречаться другом её парня. |
| 03    | Птичье Гнездышко Несмотря на возражения г-на Шеффилда Фрэн помогает Брайтону с его научным проектом. Он планирует вывести птенцов из яиц, но Фрэн слишком долго и упорно подогревает их. |
| 04    | Шоу Роззи После выступления в Шоу Роззи, популярность Фрэн растет. Фрэн реже бывает дома и все меньше внимания уделяет детям и Максвеллу. Максвелл боится, что няня уйдет из их семьи в шоу бизнес. |
| 05    | Фриде нужен мужчина Тетушка Фрида решает переехать к племяннице. Фрэн и Максвелл понимают что долго это продолжаться не может. Фрэн заставляет тетушкиного бой-френда сделать ей предложение, но вместо этого у него случается сердечный приступ.                                                                                    |
| 06    | Я и Госпожа Джоан Случайно наткнувшись на отца Максвелла, Фрэн узнает, что отец и сын не общаются, из-за того, что отец женился на секретарше и решает их примерить, пригласив в дом. Но отец приходит не один, а с той самой секретаршей, которая разрушила брак отца и матери Максвелла.                                           |
| 07    | Сборщик налогов в пути Фрэн следит за собакой Джея Лено, и в этот же момент на пороге появляется налоговая инспекция. |
| 08    | Дело: расчленить К Максвеллу, в Нью-Йорк приезжает его родной брат Найджел, но у Макса нет времени, и он просит Фрэн провести брату экскурсию по городу. Найджел очарован Фрэн и делает ей предложение. |
| 09    | Тату После отказа Мегги в татуировке, Максвелл узнает, что у Фрэн есть тату. Теперь он умрет, но узнает где она находится. |
| 10    | Шоу машин Максвилл Шеффилд не покупает Мэгги автомобиль, поэтому она убеждает Фрэн участвовать в конкурсе красоты, чтобы получить машину. |
| 11    | Ураган Френ Когда Фрэн берет отпуск и берет с собой Валу, чтобы отдохнуть от работы и детей, он ураган рушит их тропический рай. |
| 12    | Дэнни Мертвый и у кого есть Уилл? Фрэн приезжает на похороны. |
| 13    | Поцелуй брата Фрэн влюбляется в богатого еврейского врача, которого она встречает на свадьбе, но он оказывается её двоюродным братом. |
| 14    | Пятое колесо После неудач на любовном фронте, Фрэн, Вэл и СиСи идут вместе в бар, откуда Вэл покинув подруг, уходит с мужчиной. Вскоре и СиСи находит кавалера. В Итоге, на следующей встрече, одна Фрэн остается без кавалера и чувствует себя пятым колесом.                                                                       |
| 15    | Нос знает Фрэн выглядит очень расстроенной, после того, как обнаруживает Максвелла после свидания. А когда она рассказала это психотерапевту, он сообщил, что она относится к нему как к мужу, хотя она всего лишь няня. |
| 16    | Ограбление банка Фрэн и её мать попадают в заложники к очень неумелому грабителю. Девушка и грабитель становятся хорошими друзьями. |
| 17    | Самсон, он отказал ей! Фрэн и СиСи сидят в присяжных, по делу, которое отражает жизнь Фрэн. |
| 18    | Факты про вшей Френ начинает замечать, что Найлс ведет себя достаточно странно, и подозревает его в том, что он убийца. В то время, как он всего лишь пишет пьесу. |
| 19    | Корни Фрэн Однажды, в дом Шеффилдов звонит женщина, которая утверждает что в род. доме произошла путаница, и Френ её дочь. |
| 20    | Няня & Продюсер Один из таблоидов публикует историю, о том, что Фрэн и Максвелл были в романтических отношениях ещё до смерти его жены Сары. Но Фрэн больше расстраивает тот факт, что в статье написано, что ей 40 лет. |
| 21    | Зачет — За статью Максвелл нанимает старую одноклассницу Фрэн для своей последней пьесы, а Мегги хочет быть её персональным ассистентом. |
| 22    | Нет Муза, Не хорошо Муза Фрэн делает все, что бы достать тексты песен для рок-звезды, так как считает себя и Вэл её Музами. |
| 23    | Вы Бетт Ваша жизнь Фрэн участвует в благотворительном аукционе, и выставляет на молоток свои услуги няни на один день, и её выигрывает сын одного из спонсоров Максвелла. Что бы занять мальца, Фрэн ведет его поиграть в дом престарелых. Но после одного случая, мальчик клянется, что больше никогда не притронется к фортепиано. |
| 24    | История Хизер Библоу Женщина, которая украла у Фрэн жениха и работу теперь работает в «Молодых и Дерзких». Фрэн крадет эту работу, и её принимают на место Хизер. |
| 25    | История Бока Когда Фрэн занимает ум Сильвии Бока, приходят смотреть квартиру, которую все находящиеся считают болотом. |
| 26    | У Френ должно быть это В Лондоне, после вечеринки, Френ и Максвел следуют в отель, где после жарких объятий и страстных поцелуев они узнают что у Найлса сердечный приступ. Они стремглав летят в Нью-Йорк в больницу, где встречают СиСи, которая поняла, что она не настолько сильно ненавидит Найлса, насколько кажется.          |